# Vodno
 Ovo je glavno značenje pojma Vodno. Za naselje u Crnoj Gori pogledajte Vodno (Pljevlja, Crna Gora).
Vodno (makedonski: Водно) je planina, na južnom dijelu Skopske kotline, u Republici Makedoniji, ispod Vodna nalazi se grad Skoplje.
Najviši vrh planine je Krstovar od 1066 m.

## Osobitosti
Srednja godišnja temperatura na planini je 23 Со. Najniža temperatura je izmjerena u siječnju, 2005. i bila je -15 Cо, a najviša je izmjerena također 2005. u srpnju i bila je 43 Cо.
Vodno je bogato vodom, ima brojne izvore i potoke, te vodopad Prskalo kod sela Dolna Sonja visok oko 15 metara.
Vodno ima bogat šumski pokrov, a najviše ima bjelogorice; divlji kesten, breza, lipa, hrast i grab. 

## Atrakcije na planini
- Milenijski križ (podignut 2000. g.)
- crkva Sv.Spas, u selu Dolnoj Sonji
- crkva Sv.Spas, u selu Sopišu
- crkva Sv.Mina, u selu Sopišu
- crkva Sv.Nikola, u Gornjoj Sonji
- manastir i crkva Sv. Pantelejmona, u selu Dolnim Nerezima